# البوابة الإعلامية (عمان)
البوابة الإعلامية بسلطنة عمان؛ تعد البوابة الإعلامية لوزارة الإعلام ممثلة بالمديرية العامة للإعلام الإلكتروني واجهة إعلامية تعزز الحضور العماني في مختلف مجالاته السياسية والاقتصادية والاجتماعية والثقافية والسياحية، وتسلط الضوء على الأدوار التكاملية التي تقوم بها مؤسسات الدولة في قوالب تفاعلية لجمهور العالم الافتراضي، وتم اطلاقها في 25 ديسمبر 2019.

## محتوى البوابة
تم تطوير المحتوى الإلكتروني للبوابة عام 2023م بإنتاج محتوى إعلامي رقمي يتواكب مع الحراك التنموي، وتعزيز الهوية الوطنية، ومواكبة الرؤية المستقبلية لعمان 2040، مع الأخذ في الاعتبار أهمية الوجود الإعلامي، لإبراز دور وحدات الدولة والتشارك المجتمعي لصياغة روآها بما يتلائم مع مقومات العصر، والنظرة المستقبلية، وتوظيف تقنيات الذكاء الاصطناعي.

## صفحات البوابة
توفر البوابة لجمهورها مساحة الإطلاع على منجزات الدولة، وروآها المستقبلية من خلال ما أدرجته من معلومات شملت مختلف المجالات، في صيغة تفاعلية رقمية تحت شعار (تواجد – مشاركة – تفاعل)، وتشمل الصفحات ما يلي:

### سلطنة عمان
تتحدث عن ( التاريخ والجغرافيا- علم السلطنة وشعارها- النشيد الوطني- النظام الأساسي للدولة _ مؤسسات الدولة_ محافظات وولايات - الإجازات الرسمية).

### السلطانهيثم بن طارق
تتحدث عن (السيرة الذاتية لجلالة السلطان -النطق السامي– سياسات حكيمة - ألبوم الصور).

### السلطانقابوس بن سعيد
تتناول (السيرة الذاتية للسلطان قابوس - والأوسمة الفخرية - خطب وكلمات - الإسهام الثقافي والحضاري.

### رؤية عُمان 2040
تطرقت إلى (نبذه مختصرة عن رؤية عُمان 2040 – المحاور والأولويات -المبادرات – وثيقة الرؤية الأولية-التقارير-الكتيبات- البرامج الوطنية).

### وزارة الإعلام
تضم (المراسيم السلطانية الخاصة بالإعلام العماني - عن الوزارة - الملحقيات الإعلامية – القوانين والمواثيق الإعلامية – وكالة الأنباء العمانية – المديرية العامة للصحافة والنشر والإعلان _ منصة عين _ مركز التواصل الحكومي _  مركز التدريب الإعلامي _ منصة الخدمات الإلكترونية.

### البيانات المفتوحة
تحتوي على مقدمة عن البيانات المفتوحة وسياستها _ مكتبة البيانات المفتوحة _ طلب البيانات المفتوحة.

### خريطة سلطنة عمان
تشتمل على(محتوى كتابي – صور الخريطة – فيديو الخريطة)

### نهضة متجددة
تضم أربعة أبواب رئيسة:
1 – الاقتصاد العماني:
أ - اللوجستيات: في الطرق والنقل البري_ وقطاع الشحن _ والموانئ _ والمناطق الاقتصادية والصناعات الحرة.
```
ب_ الاقتصاد: الحديث عن الاقتصاد العماني بإيراداته الحكومية والإنفاق العام _ والدين العام _ والتصنيف الإئتماني _ والاسثتمار الأجنبي المباشر _ وجهاز الاستثمار العماني _ واستثمارات الجهاز _ وأولويات جهاز الاستثمار العماني _ وأهداف واختصاصات المحافظ الاستثمارية للجهاز.
```

ج_ الهيدوجين الاخضر: ويحتوي على كل ما يتعلق بالهيدروجين الأخضر في سلطنة عمان.
2 – الذكاء الاصطناعي: يتحدث عن جاهزية سلطنة عمان لتبني الذكاء الاصطناعي والتقنيات الحديثة، والمبادرات في عدد من القطاعات الاقتصادية والخدمية كقطاع: النقل والاتصالات وتقنية المعلومات، والصحة، الثروة السمكية، والاقتصاد، والزراعة، والطاقة، والأمن والسلامة، والتعليم.
3 – التراث والثقافة: يتحدث عن مركز السلطان قابوس العالي للثقافة والعلوم، والنادي الثقافي، دار الأوبرا السلطانية، جائزة بلعرب بن هيثم للتصميم المعماري.
4 – السياحة: يتحدث عن الأفلاج والعيون في سلطنة عمان، والسدود، والشواطئ والجزر، والرمال، والكهوف.

### الإعلام العُماني
يضم أربعة أبواب:
1 - الصحافة العمانية: وتضم الصحف الورقية التي تصدر في سلطنة عُمان باللغة العربية مع إضافة نبذه مختصرة ورابط الجريدة وشعارها مثل: جريدة عمان – والوطن – والشبيبة – والرؤية - كما تضم الصحف الورقية التي تصدر باللغة الإنجليزية كلا من: عمان أوبزرفر (باللغة الإنجليزية)- تايمز أوف عمان (باللغة الإنجليزية) _ مسقط دايلي (باللغة الإنجليزية).
2- (البث الإذاعي) في موقع البوابة باللغة العربية مع إضافة نبذه محتصرة ورابط البث وشعارها: للإذاعة العامة _ وإذاعة القرآن الكريم – وإذاعة الشباب _ والوصال _ وهلا أف إم _ وإذاعة مسقط إف إم _ وإذاعة الشبيبة إف إم.
3-البث التلفزيوني: في موقع البوابة باللغة العربية وهو يحتوي على البث: للقناة العامة _ وقناة عمان مباشر _ والقناة الرياضية والقناة الثقافية.
4-احصائيات إعلامية: وهو يحتوي على إحصائيات للمؤسسات الصحفية للسلطنة_ والصحفيين المعتمدين _ والمراسلين _ والصحف اليومية _ والمؤسسات الإعلامية الإلكترونية _ والقنوات والإذاعات الإلكترونية _ والعاملين في المؤسسات الإلكترونية _ والعاملين في القنوات والإذاعات الإلكترونية.

### المكتبة الإلكترونية
تضم كلا من مكتبة الصور – مكتبة الإصدارات – المكتبة الرقمية العمانية.

### الفعاليات
تعرض أبزر الفعاليات التي تقام في سلطنة عمان.

### قالوا عن عمان
تضم ما نُشِر في وسائل الإعلام المختلفة خارج سلطنة عُمان بمواضيع ذات علاقة بالسلطنة.

### إنجازات عمانية
```
متابعة ورصد الانجازات المختلفة التي تعنى بسلطنة عُمان على المستوى الفردي أو المؤسسي لجهات حكومية وشبه حكومية داخليا وخارجيا.
```